# Dzwonkówka żółtoochrowa
Dzwonkówka żółtoochrowa (Entoloma xanthochroum (P.D. Orton) Noordel.) – gatunek grzybów z rodziny dzwonkówkowatych (Entolomataceae).

## Systematyka i nazewnictwo
Pozycja w klasyfikacji według Index Fungorum: Entoloma, Entolomataceae, Agaricales, Agaricomycetidae, Agaricomycetes, Agaricomycotina, Basidiomycota, Fungi.
Po raz pierwszy opisał go w 1964 r. Peter Darbishire Orton, nadając mu nazwę Aleptonia xanthochroa (bazonim). W 1985 r. Machiel Evert Noordeloos przeniósł go do rodzaju Entoloma. Nazwę polską zaproponował Władysław Wojewoda w 2003 r.

## Morfologia
Kapelusz
Średnica 19–40 mm, kształt ściętego stożka, dzwonkowaty lub wypukły z lekko lub wyraźnie zagłębionym środkiem, czasami z małym garbkiem w środkowym zagłębieniu, u młodych okazów z lekko podgiętym brzegiem. Jest nie lub słabo higrofaniczny; w stanie wilgotnym półprzezroczysty, prążkowany do połowy promienia, żółty, ochrowożółty lub pomarańczowożółty z ciemniejszym brązowym środkiem, w stanie suchym dużo jaśniejszy,. Młode okazy całkowicie owłosione lub włókienkowate, starsze z drobno łuskowatym środkiem, ku brzegowi promieniście włókienkowato-łuskowate.
Blaszki
W liczbie 18–30, z międzyblaszkami (l = 3-7), średnio gęste, szeroko przyrośnięto-wykrojone lub zbiegające z ząbkiem, segmentowate do brzuchatych, blado żółtoochrowe z różowym odcieniem. Ostrza tej samej barwy, strzępiaste.
Trzon
Wysokość 30–70 mm, grubość 1–5 mm, cylindryczny lub spłaszczony. Powierzchnia żółta do żółtobrązowej, jaśniejsza i bardziej żółta niż kapelusz, naga, błyszcząca, u podstawy biało kutnerowata.
Miąższ
Kruchy, cienki, tej barwy co kapelusz lub jaśniejszy. Zapach słaby lub lekko słodkawy, smak nieprzyjemny, kwaśny lub zjełczały.
Cechy mikroskopowe
Zarodniki elipsoidalne, w widoku z boku 5–8 (–9)-kątne. Mają wymiary 9–14,5 × 6,5–9 μm. Podstawki 30–50 μm, 4–zarodnikowe, bez sprzążek. Brzeg blaszki sterylny, rzadko heterogeniczny. cheilocystydy 25–90 × 4–25 µm, zawsze liczne, czasami zmieszane z podstawkami, cylindryczne do maczugowatych, rzadko nieco główkowate, często z brązowym pigmentem wewnątrzkomórkowym. Skórka kapelusza przy powierzchni typu przejściowego między cutis a trichodermą, w głębszej warstwie typu trichoderma lub hymeniderma, złożona ze strzępek o szerokości 10–25 µm z maczugowatymi elementami końcowymi o szerokości do 30 µm, zawierających żółtawy, wewnątrzkomórkowy pigment. Brak sprzążek.
Gatunki podobne
Dzwonkówka żółtoochrowa wyróżnia się bladymi, żółtymi odcieniami we wszystkich częściach owocnika, dużymi zarodnikami i brązowym brzegiem blaszki. Dzwonkówka żółtawa (Entoloma formosum) jest bardzo podobna, ale nie ma żółtych odcieni w blaszkach i ma brzeg blaszek bez lub z rozproszonymi cheilocystydami.

## Występowanie i siedlisko
Podano wiele stanowiska w Europie i jedno w Kanadzie. W Europie jest bardzo rzadki, ale szeroko rozprzestrzeniony. W Polsce do 2003 r. podano jedno stanowisko, ale w późniejszych latach podano kilka następnych. Aktualne stanowiska podaje internetowy atlas grzybów. Znajduje się w nim na liście gatunków zagrożonych i wartych objęcia ochroną.
Grzyb naziemny występujący na torfowiskach, w ściółce lasów liściastych i na słabo nawożonych, półnaturalnych łąkach na torfowej lub gliniastej glebie, prawdopodobnie z preferencją dla gleb zasadowych.